# Панфилово (Волгоградская область)
Панфилово — посёлок в Новоаннинском районе Волгоградской области России, административный центр Панфиловского сельского поселения.
Население — 1853 (2015)

## История
Поселок Панфилово основан приблизительно между 1870—1880 годами с началом строительства железной дороги. Назван по фамилии прораба участка.
Вскоре у станции Панфилово построил экономию крупный помещик Жеребцов, затем купец Комаров открыл крупную ссыпку зерна. Поселок сразу приобрел вес и значение. Все свободные земли вокруг него арендовал преуспевающий помещик Жеребцов. Землевладелец активно развивал товарное сельскохозяйственное производство, вкладывал средства в благоустройство края. По его инициативе возле станции были заложены парк, построены мельница, магазин, склады и хранилища.
Согласно всероссийской переписи населения 1897 года на станции Панфилово, на железнодорожных землях, проживало 87 мужчин и 42 женщины, из них грамотных: мужчин — 37 (42,5 %), женщин — 13 (31 %)
После революции, когда земля была национализирована, посёлок стал быстро разрастаться. В 1918 году был образован Панфиловский сельский совет.
С 1928 года Панфилово — в составе Новоаннинского района Хопёрского округа (упразднён в 1930 году) Нижне-Волжского края (с 1934 года — Сталинградского края). В 1929—1930 годах в Панфилово был организован колхоз «Борьба за урожай», который объединил под своим началом ранее созданные коммуны. В 1931 году был построен Панфиловский элеватор. В 1935 году в составе Сталинградского края был организован Калининский район. Центром нового района стал посёлок Панфилово.
В годы Великой Отечественной войны через поселок Панфилово, проходили военные грузы с юга России, топливо из Сталинграда, военная техника и продукты. Станция и железная дорога подвергались бомбардировкам. Первый бомбовый удар был нанесен в начале июля 1941 года. От бомбежки пострадала железная дорога и центр поселка Панфилово. Были разрушены административные здания, школа, милиция, больница. Во время массированной бомбежки летом 1942 года на станции Панфилово разнесло несколько вагонов, была разрушена пожарная каланча, пострадали здание дома культуры и здание школы. Из Украины прибывают составы с беженцами: 150 семей принял и разместил у себя Панфиловский сельский совет. Панфиловцы строили оборонительные сооружения, прочесывали в составе спецотрядов местность с целью обнаружения диверсантов. В поселке размещался один из штабов Юго-Западного фронта. В здании школы располагался военный госпиталь № 1597.
В 1949 году вблизи пруда «Балбековский» был организован питомник по выращиванию саженцев лесных пород. В 1958 году было построено новое здание дома культуры, в 1959 году — здание райкома КПСС. В 1959 году на базе МТС открылось Панфиловское училище механизации № 13
На основании решения Волгоградского облисполкома от 07 февраля 1963 года Калининский район был ликвидирован. Панфиловский, Новокиевский и Тростянский сельсоветы были переданы в Новоаннинский район
В 1964 году в результате укрупнения мелких колхозов был образован колхоз «Панфиловский». С 1968 года начинает развиваться садоводство.

## Общая физико-географическая характеристика
Посёлок находится в степной местности, в пределах Хопёрско-Бузулукской равнины, являющейся южным окончанием Окско-Донской низменности, на обе стороны от полотна железной дороги, на высоте около 140—150 метров над уровнем моря. У западной окраины посёлка начинается балка Водяная, у западной балка Крутая. В обеих балках устроены пруды. Почвы — чернозёмы обыкновенные.
По автомобильным дорогам расстояние до областного центра города Волгоград составляет 240 км, до районного центра города Новоаннинский — 36 км. В посёлке расположена станция Панфилово Приволжской железной дороги.
Климат
Климат умеренный континентальный (согласно классификации климатов Кёппена — Dfb). Многолетняя норма осадков — 449 мм. В течение города количество выпадающих атмосферных осадков распределяется относительно равномерно: наибольшее количество осадков выпадает в июне — 52 мм, наименьшее в феврале — 24 мм. Среднегодовая температура положительная и составляет + 6,6 °С, средняя температура самого холодного месяца января −9,3 °С, самого жаркого месяца июля +21,7 °С.
Часовой пояс
Панфилово, как и вся Волгоградская область, находится в часовой зоне МСК (московское время). Смещение применяемого времени относительно UTC составляет +3:00.

## Население
Динамика численности населения по годам:
| 1897 | 1939 | 1959 | 1987  | 2002 |
| ---- | ---- | ---- | ----- | ---- |
| 129  | 2796 | 3005 | ≈2900 | 2017 |

| 1959 | 2010  | 2015  |
| ---- | ----- | ----- |
| 3005 | ↘1797 | ↗1853 |